# Nathalie (zpěvačka)
Nathalie Beatrice Giannitrapani (* 16. prosince 1979 Řím, Lazio, Itálie) je italská zpěvačka a skladatelka. Slávu si získala díky výhře ve 4. sérii italské verze soutěže X Faktor (2010) se svým debutovým singlem „In punta di piedi“.

## Biografie

### Mládí
Nathalie se narodila v Římě sicilskému otci tuniského původu a belgické matce. Ve třinácti letech začala studovat hudbu a v patnácti napsala své první písně v italštině, angličtině a francouzštině (také mluví španělsky). Její písně jsou komponovány s doprovodem kytary a klavíru.

### Hudební kariéra
V roce 1998 se umístila na 3. místě v hudební soutěži Spazio Aperto. V roce 2000 zvítězila v kategorii do 21 let na festivalu Fuoritempo, kam se v roce 2002 vrátila a získala ocenění za nejlepší píseň. Ve stejném roce založila svou první kapelu, ve které byli Marco Parente, La Crus a Max Gazzè. Mezi léty 2003–2004 se Nathalie připojila k nu metalové kapele Damage Done se singlem „Thorns“ ze stejnojmenného alba. V říjnu 2005 se účastnila festivalu Biella Festival, kde se umístila na 2. příčce. V únoru 2006 jí byla udělena cena Premio SIAE per Demo, v červnu následovalo vítězství 6. ročníku MArteLive. Pracovala rovněž na inscenacích muzikálů Les Misérables (Bídníci) a The Neverending Story (Nekonečný příběh).

### X Factor
V roce 2010 se účastnila konkurzu 4. série italského X Faktoru a postoupila do živých vystoupení, když se umístila v kategorii 25+, kde jí byl mentorem italský zpěvák a hudebník Elio.
Dne 23. listopadu 2010 se dostala do finále soutěže, kde byla po konečném hlasování veřejnosti vyhlášena první ženskou vítězkou, což jí zajistilo kontrakt na €300 000 u nahrávací společnosti Sony BMG.
Nathaliin debutový singl „In punta di piedi“ byl vydán jako digitální stažení dne 24. listopadu a na CD 30. listopadu 2010.

### Možný reprezentant na Eurovizi
Na tiskové konferenci 4. řady X Faktoru, režisér stanice Rai 2 Massimo Liofredi oznámil, že vítěz soutěže by mohl postoupit k reprezentaci Itálie na Eurovision Song Contest 2011, než participovat na festivale Sanremo, jako v předchozích letech. Dne 2. prosince 2010 bylo ohlášeno, že Itálie by se mohla vrátit na Eurovizi, naposledy od roku 1997. Takzvané státy „Big 4“ (Velké čtyřky), které se automaticky kvalifikují do finále soutěže Eurovize, by se mohla rozšířit na „Big 5“, a to spolu s Itálii. Nicméně bylo oznámeno, že italský reprezentant může být vybrán prostřednictvím festivalu Sanremo jako v minulosti.

### Festival Sanremo
Roku 2011 Nathalie participovala na 61. ročníku festivalu, kde byla v sekci „Artisti“ a umístila se sedmá.

## Diskografie

### Sólo

#### Alba
| Titul          | Detaily alba                                                                      | Nejvyšší umístění v žebříčcích | Nejvyšší umístění v žebříčcích | Certifikace |
| Titul          | Detaily alba                                                                      | ITA                            | SWI                            | Certifikace |
| -------------- | --------------------------------------------------------------------------------- | ------------------------------ | ------------------------------ | ----------- |
| Vivo sospesa   | - Vydáno: 16. února 2011 - Vydavatel: Sony BMG - Formát: CD, Digitální stažení    | 6                              | 84                             |             |
| Anima di vento | - Vydáno: 17 September 2013 - Vydavatel: Sony BMG - Formát: CD, Digitální stažení | 20                             | —                              |             |

#### EP
| Titul             | Detaily alba                                                                       | Nejvyšší umístění v žebříčcích | Nejvyšší umístění v žebříčcích | Certifikace |
| Titul             | Detaily alba                                                                       | ITA                            | SWI                            | Certifikace |
| ----------------- | ---------------------------------------------------------------------------------- | ------------------------------ | ------------------------------ | ----------- |
| In punta di piedi | - Vydáno: 23. listopadu 2010 - Vydavatel: Sony BMG - Formát: CD, Digitální stažení | 13                             | —                              |             |

#### Singly
| Rok  | Název singlu      | Nejvyšší umístění v žebříčcích | Album             |
| Rok  | Název singlu      | ITA                            | Album             |
| ---- | ----------------- | ------------------------------ | ----------------- |
| 2006 | L'alba            | —                              | jen singl         |
| 2006 | Cuore calmo       | —                              | jen singl         |
| 2010 | In punta di piedi | 1                              | In punta di piedi |
| 2011 | Vivo sospesa      | 7                              | Vivo sospesa      |
| 2011 | Sogno freddo      | —                              | Vivo sospesa      |
| 2011 | Mucchi di gente   | —                              | Vivo sospesa      |
| 2013 | Sogno d'estate    |                                | Sogno d'estate    |

#### Videoklipy
- 2006 – L'alba
- 2010 – In punta di piedi
- 2011 – Vivo sospesa
- 2011 – Mucchi di gente
- 2013 – Sogno d'estate

#### Spoluúčast
- 2009 – The Best of Demo, Vol. 5, píseň L'alba[12]
- 2009 – Trappola d'autore, píseň Bette Davis Eyes Warner Chappell Music Italiana[13]
- 2010 – Crimini O.S.T., píseň I'm Falling Fonit Cetra
- 2010 – X Factor 4 Compilation, píseň Piccolo uomo Sony Music[14]
- 2011 – Speciale Sanremo 2011, píseň Vivo sospesa Sony Music, Rhino Records[15]
- 2011 – Nata per unire, píseň Il mio canto libero Rai Trade[16]
- 2011 – Radio Italia - Mi piace, píseň Piccolo uomo Sony Music[17]
- 2011 – Numeri (trojice Raf, Nathalie a Frankie HI-NRG MC) (album zpěváka Raf), píseň Numeri Sony Music
- 2011 – Dalla parte di Rino (album pro Rina Gaetano), píseň Tu, forse non essenzialmente tu Sony Music[18]

### Damage Done

#### Demo
- 2004 – Thorns[19]

#### Tour
- 2011 – Vivo sospesa... in tour Itálie

#### Skupina
Nathalii na turné doprovází následující hudebníci:
- Stefano Cabrera – violoncello;
- Giulio Caneponi – bicí souprava;
- Simone Massimi – basová kytara;
- Francesco Tosoni – elektrická kytara

## Další aktivity
- 2011 – propůjčení hlasu Glorii v animovaném filmu Happy Feet 2.
- 2012 – hrála samu sebe v televizním seriálu I Cesaroni

## Ceny a nominace
| Rok  | Cena                   | Kategorie                 | Práce                     | Vysledek  |
| ---- | ---------------------- | ------------------------- | ------------------------- | --------- |
| 2006 | Cena SIAE              | Nejlepší Demo             | Nathalie                  | vítězství |
| 2006 | Cena MArteLive         | Nejlepší song             | L'alba                    | vítězství |
| 2010 | X Factor               | Talentová slow            | Nathalie                  | vítězství |
| 2010 | Cena kritiků X Factoru | Cena kritiků              | Nathalie                  | vítězství |
| 2010 | Zlatá deska            | –                         | In punta di piedi (singl) | vítězství |
| 2011 | Ceny TRL               | Nejlepší talentový umělec | Nathalie                  | nominace  |